# Banine
Banine, pseudonimo di Umm el-Banine Assadoulaeff (Baku, 18 dicembre 1905 – Parigi, 23 ottobre 1992), è stata una scrittrice francese di origine azera.

## Biografia
Nata a Baku, capitale dell'Azerbaigian, il 18 dicembre 1905, ultima di quattro sorelle, rimane orfana della madre, Ummulbanu, figlia dell'industriale petrolifero Musa Nagiyev, morta dandola alla luce pochi mesi dopo essere sfuggita ad uno dei sanguinosi scontri fra armeni e azeri.
Il padre, Mirza Asadullayev, è un ricco industriale, filantropo e politico azero, ex Ministro dell'Industria e del Commercio nel terzo gabinetto della Repubblica Democratica dell'Azerbaigian.
Banine trascorrerà l'infanzia e l'adolescenza in una ricca dimora, circondata da una miriade di parenti, in un ambiente fedele alle tradizioni musulmane e azere, ma anche aperto alla modernità occidentale. Per la sua istruzione le viene affiancata una governante tedesca e, dopo il 1915, due governanti di lingua inglese e francese, volute dalla seconda moglie del padre, Tamara Datieva, che questi ha conosciuto durante i suoi frequenti viaggi a Mosca.
La famiglia è molto ricca: i nonni erano due famosi milionari azeri, arricchitisi con i pozzi di petrolio. Dopo l'istituzione del governo sovietico in Azerbaigian nel 1920, la proprietà degli Asadullayev viene nazionalizzata e il padre di Banine viene arrestato. Nel 1921 lascia il paese per la Francia, dove rimarrà fino alla sua morte, nel 1936.
Nel 1920, all'età di quindici anni, Banine viene costretta ad un matrimonio combinato con un avvocato di molti anni più vecchio di lei, come prezzo per il rilascio del padre dalla prigione. Il legame durerà solo qualche anno. Nel 1924 abbandona il marito e si trasferìsce da Istanbul a Parigi, dove trova lavoro come segretaria, insegnante di musica e modella presso la grande e prestigiosa casa di moda Worth; traduce, fra gli altri, Dostoevskij e scrive per alcuni giornali.
A Parigi frequenta la cerchia degli emigrati russi, conosce Ivan Bunin e Zinaida Gippius, Marina Cvetaeva, Teffi e Nikolaj Berdjaev e prende parte all'ambiente culturale e letterario del tempo. Stringe amicizia con diversi letterati, tra cui Henry de Montherlant, Nikos Kazantzakis e André Malraux, che la esortano a scrivere del suo paese d'origine e delle vicende che avevano portato all'esilio la sua famiglia.
Banine diviene amica del filosofo e scrittore tedesco Ernst Jünger, conosciuto nel 1942 e a cui dedicherà tre libri: Rencontres avec Ernst Jünger (1951), Portrait d’Ernst Jünger (1971) e Ernst Jünger aux faces multiples (1989).
Dopo il suo esordio nel 1942 con il romanzo Nami, scrive il suo libro più famoso, l'autobiografia I miei giorni nel Caucaso, pubblicata nel 1945, nel quale racconta con spigliatezza ed ironia la storia della sua famiglia e le sue vicende personali fino al 1924, anno della sua partenza da Istanbul per Parigi. La vita parigina verrà raccontata in un successivo libro, Jours parisiens, pubblicato nel 1947.
Nell 1956 si converte al cattolicesimo, raccontando la sua scelta, attraversata da dubbi ed esitazioni, in Ho scelto l'oppio (1959).
Banine muore a Parigi nell'ottobre 1992. Il suo necrologio sul quotidiano Le Figaro la definisce "una di quelle persone dalla vita romanzesca che attraversano un secolo, attraendo a sé come un magnete le più singolari figure del suo tempo."

## Opere principali
- Nami, Gallimard, 1942.
- Jours caucasiens, Julliard, 1945.

I miei giorni nel Caucaso, prefazione di Ernst Jünger, traduzione di Giovanni Bogliolo, Vicenza, Neri Pozza, 2020, ISBN 978-88-545-1906-0
- Jours parisiens, Julliard, 1947
- Rencontres avec Ernst Jünger, Julliard, 1951.
- J'ai choisi l'opium, 1959

Ho scelto l'oppio, Milano, Massimo, 1965
- Après, Stock, 1962.
- La France étrangère, SOS Desclée de Brouwer, 1968.
- L'appel de la dernière chance, SOS, 1971.
- Portrait d'Ernst Jünger: lettres, textes, rencontres, La Table Ronde, 1971.
- Ernst Jünger aux faces multiple, Lausanne, éditions L'Âge d'Homme, 1989.
- Ce que Marie m'a raconté: le dit de la Servante Marie, Cahier Bleus, 1991.